# Сан-Паоло-ди-Чивитате
Сан-Паоло-ди-Чивитате (итал. San Paolo di Civitate) — коммуна в Италии, располагается в регионе Апулия, в провинции Фоджа.
Население составляет 6072 человека (2008 г.), плотность населения составляет 67 чел./км². Занимает площадь 91 км². Почтовый индекс — 71010. Телефонный код — 0882.
Покровителями коммуны почитаются Sant’Antonio di Padova, празднование 13 июня, и святой апостол Павел.

## Демография
Динамика населения:

## Администрация коммуны
- Официальный сайт: http://www.comune.sanpaolodicivitate.fg.it